# Amersham (stanice metra v Londýně)
Amersham je stanice metra v Londýně, otevřená 1. září 1892. Dřívější jméno znělo Amersham & Chesham Bois. Autobusovou dopravu zajišťují linky: 1, 36C, 55, 71, 73, 730, 336, 353 a X336. Stanice se nachází v přepravní zóně 9 a leží na lince:
- Metropolitan Line (zde linka končí, před touto stanicí je Chalfont & Latimer)
- National Rail

| Rok  | Počet cestujících |
| ---- | ----------------- |
| 2011 | 2,10 mil          |
| 2012 | 2,10 mil          |
| 2013 | 2,04 mil          |
| 2014 | 2,44 mil          |